# Clemens Salvator von Österreich-Toskana

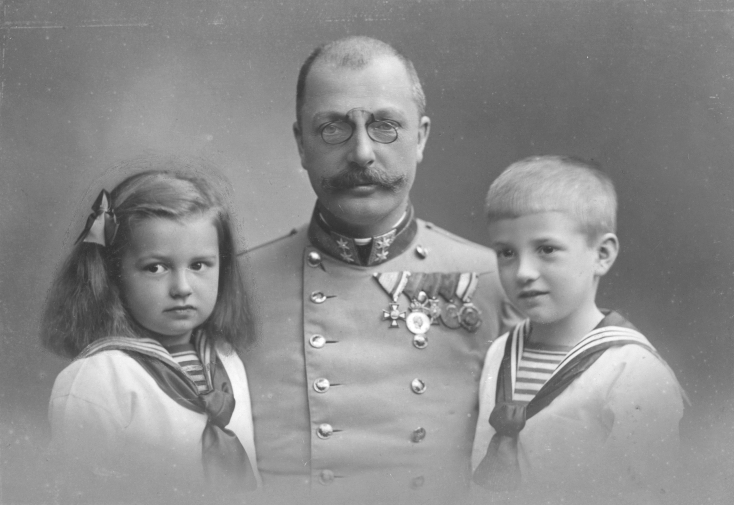
Clemens Salvator (rechts) mit seinem Vater und Schwester Mathilde

Clemens Salvator von Österreich-Toskana (später: Habsburg-Lothringen, dann Altenburg; * 6. Oktober 1904 auf Schloss Wallsee, Niederösterreich; † 20. August 1974 in Salzburg) war als Kind ein österreichischer Erzherzog und somit Angehöriger des Habsburger Kaiserhauses.

## Leben

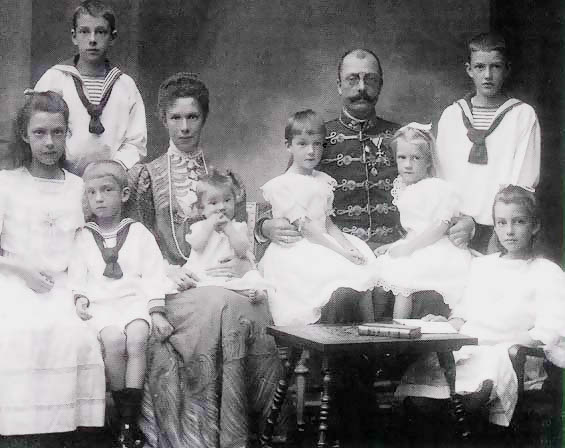
Clemens Salvator (Fünfter von links) mit Eltern und Geschwistern (um 1905)

Der Erzherzog wurde auf den vollen Namen Clemens Salvator Leopold Benedikt Antonius Maria Joseph Ignatius von Österreich-Toskana getauft. Er war durch seine Mutter Marie Valerie (1868–1924) ein Enkel von Kaiser Franz Joseph I. und Kaiserin Elisabeth von Österreich-Ungarn. Sein Vater, Erzherzog Franz Salvator (1866–1939), gehörte zur Toskana-Linie der Habsburger, seine Eltern waren damit Cousin und Cousine 3. Grades. Clemens Salvator war ihr achtes Kind.
Clemens studierte am Jesuitenkolleg Stella Matutina in Vorarlberg. Am 20. Februar 1930 heiratete er Elisabeth Rességuier de Miremont (28. Oktober 1906–9. Juli 2000), die Tochter des Friedrich Bernard Rességuier de Miremont und der Christiane Gräfin von Wolkenstein-Trostburg. Die Ehe galt als nicht standesgemäß. Das Paar hatte neun Kinder.
Er beantragte am 2. April 1930 die Namensänderung in „Altenburg“, 1931 wurde der bisherige amtliche Familienname Habsburg-Lothringen mit Genehmigung der niederösterreichischen Landesregierung geändert. Mit der nicht standesgemäßen Eheschließung und der hieran anschließenden Namensänderung trat dieser Familienzweig offiziell aus dem vormals kaiserlichen Haus Habsburg-Lothringen aus. Gleichzeitig genehmigte der Chef des Hauses Habsburg-Lothringen, Otto von Habsburg, 1931 den adelsrechtlichen Titel und Namen Graf von Altenburg, den er per Handschreiben 1949 in Prinz von Altenburg umwandelte.
Clemens Salvator war Mitglied des Ordens vom Goldenen Vlies.
Clemens Altenburg fand seine letzte Ruhestätte auf dem Friedhof Aigen.
Einer seiner Söhne ist der Künstler Franz Josef Altenburg (1941–2021), einer seiner Enkel der Schauspieler Leopold Altenburg (* 1971).